# Национальная арена Тоше Проески
Национальная арена «Тоше Проески» — мультиспортивный стадион в Скопье, столице Северной Македонии. Вмещает 36 400 зрителей. Является домашней ареной футбольных клубов «Вардар», «Работнички» и сборной Северной Македонии по футболу. Открыт в 1947 году.